# ليسوف (امريزيڭ)
ليسوف هي إحدى مشيخات المملكة المغربية، تتبع جغرافيا لإقليم سطات وإداريًا لامريزيڭ. يقدر عدد سكانها بـ 3981 نسمة حسب الإحصاء الرسمي للسكان والسكنى لسنة 2004.